# شهرستان بوستان
شهرستان بوستان (به ازبکی: Boʻston tumani، بۉستان تومنی)(به روسی: Бустанский район) یک ناحیه در ازبکستان است که در ولایت اندیجان واقع شده‌است. شهرستان بوستان ۲۰۰ کیلومتر مربع مساحت و ۷۷٬۹۰۰ نفر جمعیت دارد.
نام این شهرستان تا پیش از سال ۲۰۱۹ میلادی، شهرستان بوز (به ازبکی: Boʻz tumani، بۉز تومنی)(به روسی: Бозский район) بوده.